# Bernardston (Massachusetts)
Bernardston é uma vila localizada no condado de Franklin no estado estadounidense de Massachusetts. No Censo de 2010 tinha uma população de 2.129 habitantes e uma densidade populacional de 35,11 pessoas por km².

## Geografia
Bernardston encontra-se localizado nas coordenadas 42° 41′ 31″ N, 72° 33′ 36″ O. Segundo a Departamento do Censo dos Estados Unidos, Bernardston tem uma superfície total de 60.63 km², da qual 60.57 km² correspondem a terra firme e (0.11%) 0.06 km² é água.

## Demografia
Segundo o censo de 2010, tinha 2.129 pessoas residindo em Bernardston. A densidade populacional era de 35,11 hab./km². Dos 2.129 habitantes, Bernardston estava composto pelo 97.56% brancos, o 0.19% eram afroamericanos, o 0.14% eram amerindios, o 0.47% eram asiáticos, o 0% eram insulares do Pacífico, o 0.28% eram de outras raças e o 1.36% pertenciam a duas ou mais raças. Do total da população o 0.8% eram hispanos ou latinos de qualquer raça.